# Эс-Сауда
Эс-Сауда (араб. السودا‎) — небольшой город на северо-западе Сирии, расположенный на территории мухафазы Тартус. Входит в состав района Тартус. Является центром одноимённой нахии.

## Географическое положение
Город находится в западной части мухафазы, на западных склонах южной части хребта Ансария, на высоте 312 метров над уровнем моря.

Эс-Сауда расположена на расстоянии приблизительно 9 километров к северо-востоку от Тартуса, административного центра провинции и на расстоянии 161 километра к северо-северо-западу (NNW) от Дамаска, столицы страны.

## История
В прошлом Эс-Сауда являлась крупным центром добычи и обработки базальта, из которого было возведено большинство городских построек. Характерный чёрный цвет этого камня дал название городу (сауда в переводе с арабского означает «чёрный»). В период французского правления в Сирии в городе базировалась администрация района (минтаки).

## Население
По данным официальной переписи 2004 года численность населения города составляла 4064 человека (2072 мужчины и 1992 женщины). Насчитывалось 897 домохозяйств. В конфессиональном составе населения преобладают православные христиане.

## Транспорт
Ближайший гражданский аэропорт — Международный аэропорт имени Басиля Аль-Асада.